# لان چینی
لئونیداس فرانک چِینی (به انگلیسی: Leonidas Frank Chaney)‏ (۱ آوریل ۱۸۸۳ – ۲۶ اوت ۱۹۳۰) بازیگر آمریکایی بود. وی علاوه بر هنرپیشگی یکی از مهم‌ترین پیشگامان هنر گریم در تاریخ سینما هم به‌شمار می‌رود. او همچنین یکی از مهم‌ترین بازیگران ژانر وحشت سینماست و بسیاری از گریم‌های نقش‌هایش را شخصاً انجام می‌داد. نوآوری و مهارت او در گریم به حدی بود که اهالی سینما لان چِینی را «مرد هزار چهره» لقب داده بودند.

## پیشینه
«لئونیداس فرانک چِینی» در روز ۱ آوریل ۱۸۸۳ در کلرادوی آمریکا زاده شد. پدرش که یک آرایشگر موفق بود، قبل از رسیدن به سن ۲ سالگی و بر اثر بیماری، شنوایی خود را از دست می‌دهد. مادرش نیز که در مدرسهٔ ویژهٔ کودکان ناشنوا تدریس می‌کرد خود از ابتدای تولد ناشنوا بود. این امر باعث می‌شود تا لان درک خوبی از انسان‌هایی داشته باشد که متفاوت به دنیا می‌آیند و همچنین در اجرای پانتومیم به مهارتی چشمگیر برسد.

## دوران حرفه‌ای
آغاز فعالیت هنری چِینی به سال ۱۹۰۲ بازمی‌گردد یعنی زمانی که او وارد صحنهٔ تئاتر می‌شود و در سال ۱۹۱۲ فعالیت سینمایی خود را آغاز می‌کند. مهارت مثال‌زدنی او در گریم کمکش می‌کند تا در فضای پر رقابت آن زمان به نقش‌های متعددی دست یابد، اما آغاز روند اوج‌گیری چِینی به سال‌های ۱۹۱۸ و ۱۹۱۹ و زمانی بازمی‌گردد که در فیلم‌هایی چون «مرد معجزه» به ایفای نقش پرداخت. بازی او در این فیلم نه تنها او را به‌عنوان یک استعداد در هنرپیشگی به صنعت سینما معرفی کرد بلکه وی را در مقام ارباب و استاد هنر گریم مطرح ساخت.

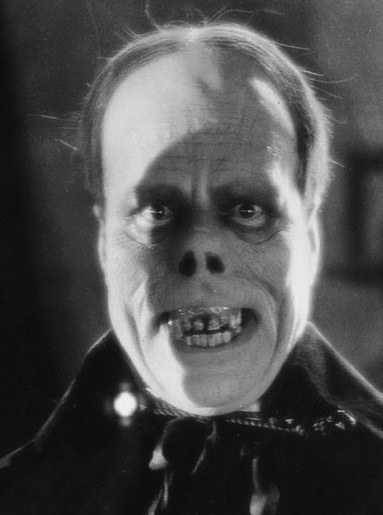
شبح اپرا (۱۹۲۵)

همین امر باعث شد تا او چندین نقش به یاد ماندنی سینما و به‌ویژه ژانر وحشت را در تاریخ سینما به نام خود ثبت کند که در میان آن‌ها می‌توان به کاراکتر «کازیمودو» در «گوژپشت نتردام» (۱۹۲۳) و «اریک» در «شبح اپرا» (۱۹۲۵) اشاره کرد. او همچنین در فیلم دلهره‌آور کلاسیک «لندن پس از نیمه‌شب» (۱۹۲۷) نیز به ایفای نقش پرداخت. این فیلم از مهم‌ترین فیلم‌های گمشدهٔ تاریخ سینما به‌شمار می‌رود. البته استفادهٔ گمشده گریم تنها به فیلم‌های ترسناک محدود نمی‌شد بلکه او در چند فیلم جنایی نیز هنرنمایی کرد.
هنر چِینی تنها در گریم و بازیگری در فیلم‌های ترسناک نبود چراکه او در اجرای حرکات موزون فردی متبحر به حساب می‌آمد و می‌توانست در کمدی هم با قدرت ظاهر شود، البته به گواهی کارشناسان و دوستانش و به‌رغم وجود نسخه‌های صوتی، او دارای صدای زیبا نیز بود که او را به یک خوانندهٔ چیره‌دست تبدیل می‌کرد.
در سال ۱۹۳۰ چِینی در نسخه بازسازی‌شدهٔ یکی از فیلم‌های اولیه‌اش با نام «سه نامقدس» به ایفای نقش می‌پردازد که هم اولین کار با کلام او بود و هم آخرین فیلمی که او در آن بازی کرد. اهمیت این فیلم در آن است که صرف‌نظر از چارلی چاپلین، لان چِینی را به‌عنوان آخرین چهرهٔ نامدار سینمای صامت که در فیلم‌های با کلام نیز حضور داشت مطرح می‌کند و همچنین تنها فیلمی است که صدای روان او را در خود نگه داشته‌است.

## زندگی شخصی
چِینی به صورت طبیعی دارای روحیه‌ای آرام بود و خلوت خود را بسیار دوست داشت. او زیاد مصاحبه نمی‌کرد و به‌جای شلوغی‌های اجتماعی هالیوود ترجیح می‌داد وقت خود را با خانواده و عدهٖٔ معدودی از دوستان نزدیک خود در کلبه‌اش واقع در کوهستان سیرا نوادا در نزدیکی بیگ پاین، کالیفرنیا سپری کند. این پرهیز باعث شد تا برخی وی را «عجیب» و حتی «غیر دوستانه» خطاب کنند اما کسانی‌که چِینی را به‌خوبی می‌شناختند از او به‌عنوان پدر، همسر و دوستی خوب و دوست‌داشتنی نام می‌بردند. حتی برخی او را به عنوان مردی می‌شناسند که در برخورد با هنرپیشه‌ها به‌ویژه تازه‌کارها در کمک و راهنمایی آن‌ها دریغ نمی‌کرد.

## درگذشت و تأثیر
چِینی سرانجام در ۲۶ اوت ۱۹۳۰ بر اثر سرطان حنجره و در سن ۴۷ سالگی درگذشت. گفته می‌شود که اگر مرگ زودهنگام وی اتفاق نمی‌افتاد بازی در نقش‌های دیگری مانند «دراکولا» نیز به وی پیشنهاد می‌شد. در سال ۱۹۹۴ تصویر چِینی روی سری تمبرهایی که برای بزرگداشت «ستارگان سینمای صامت» طراحی شده بودند و در کنار نام‌های دیگری چون «چارلی چاپلین»، «هارولد لوید» و «باستر کیتون» نقش بست. در سال ۱۹۹۷ نیز تصویر نقش او در فیلم شبح اپرا در سری دیگری برای یادبود «معروف‌ترین شخصیت‌های سینمای وحشت» چاپ شد. در این سری نقش‌های دیگری چون دراکولا (۱۹۳۱)، مومیایی (۱۹۳۲)، مرد گرگ‌نما (۱۹۴۱) و نیز شخصیت ترسناک فیلم «فرانکنشتاین» (۱۹۳۱) به تصویر کشیده شده بودند. برای بزرگداشت نام او ستاره‌ای در «پیاده‌روی مشاهیر هالیوود» به ثبت رسیده‌است.